# 강금식
강금식(姜金植, 1941년 5월 29일~)은 대한민국의 대학교수이자 제13대 국회의원을 지낸 정치인이다.

## 약력
- 한국산업은행 조사부
- 아주대학교 부교수
- 언론중재위원회 위원
- 성균관대학교 교수
- 민주화를 위한 전국교수협의회 총무
- 평민당 창당발기인
- 제13대 국회의원(평민당, 서울 성동갑)
- 평민당 중앙정책연수원 부원장
- 신민당 국회의원
- 신민당 당무위원
- 민주당 국회의원
- 민주당 정책위부의장
- 새정치국민회의 창당발기인
- 새정치국민회의 중앙위원
- 새천년민주당 중앙위원
- 재정경제부 공적자금관리위원회 위원
- 한빛증권 사외이사
- 재정경제부 공적자금관리위원회 민간위원장

## 학력
- 군산고등학교
- 서울대학교 경제학과
- 미국 네브래스카 대학교 대학원 경제학 석사
- 미국 네브래스카 대학교 대학원 경영학 박사

## 역대 선거 결과
|  | 33.03% |

|  | 34.08% |

## 같이 보기
- 서울 성동구의 국회의원